# Bolitoglossa magnifica
Bolitoglossa magnifica es una especie de salamandra en la familia Plethodontidae.
Es endémica de la provincia de Chiriquí, Panamá.
Su hábitat natural son los bosques montanos húmedos tropicales o subtropicales.
Está amenazada de extinción debido a la destrucción de su hábitat.